# 長川千佳子
長川 千佳子（おさがわ ちかこ、1966年2月10日 - ）は、大阪府大阪市出身の脚本家である。

## 経歴
浪速短期大学卒業。大阪シナリオ学校卒業。
1989年、「夢のかけら」でNHK大阪ラジオドラマ脚本懸賞入選。
テレビドラマを中心に数々の話題作を発表してのち、2014年7月、両親と共に東京から石垣市に移住。2015年2月より、同市石垣に約8坪のバーを開店。

## 作品
- 甘辛しゃん (第13週〜14週担当NHK、1997年10月-1998年3月)
- 地を這う虫 第二話 巡りあう人々 (NHK、1998年)
- 危険な協奏曲 (NHK、1998年)
- 虹色定期便甲府編 (NHK、2000年4月-2001年3月)
- 浪花少年探偵団(NHK、2000年10月-12月)
- 陰陽師（NHK、2001年4月)
- 駆落ち（NHK-BShi、2002年）
- 七色のおばんざい(NHK、2005年6月-7月)NHK「よるドラ」
- 芋たこなんきん (NHK、2006年10月-2007年3月)NHK連続テレビ小説
- あんどーなつ (TBS、2008年7月-9月)ナショナル劇場
- 乱歩R （読売テレビ）
- 探偵 左文字進
- ルージュの伝言
- 晴れたらポップなボクの生活（映画2006年公開）
- チャンス（NHK、2010年8月-10月）NHK土曜ドラマ
- おとうちゃんのコロッケ　キッチンナカニシ三代目（西川きよし劇団 2011年12月10日から23日　新歌舞伎座開場記念講演）
- 吉本百年物語（2012年4月〜2013年3月合計12本、NGK、舞台、2012年）